# Sanguri
Sanduri ist eine Stadt, die im Saboba Distrikt der Northern Region in Ghana liegt.

## Lage
Die Stadt liegt am Westufer des Flusses Oti, der in dieser Region die Grenze zum benachbarten Togo bildet, etwa 16 km nördlich der Distrikthauptstadt Saboba.

## Geschichte
Sanguri gehörte bis 1918 zur deutschen Kolonie Togo und war zu dieser Zeit ein bedeutender Siedlungsplatz der Konkomba im damaligen Verwaltungsbezirk Sansane-Mangu. 
Im August 1914, zu Beginn des Ersten Weltkriegs, eroberten die Briten Togo und die Stadt. 1919 wurde diese Eroberung als Britisch-Togoland zum Mandatsgebiet des Völkerbundes.